# Antonov An-14
Antonov An-14 (v kódu NATO "Clod") byl sovětský víceúčelový dvoumotorový dopravní letoun, který dostal název Pčolka (Včelička). Vznikl jako požadavek na lehký letoun, který by byl určen jak pro dopravu, tak pro zemědělství, kurýrní lety či zdravotní službu.

## Vývoj
První prototyp An-14 (SSSR-L1958) byl zalétán 15. března 1958 se dvěma hvězdicovými motory Ivčenko AI-14R o výkonu po 191 kW.
Druhý prototyp (SSSR-L1956) měl instalované výkonnější pohonné jednotky Ivčenko AI-14RF o výkonu po 220 kW.
V roce 1965 byla do sériové výroby zavedena varianta An-14A (SSSR-L5860) se zvětšeným rozpětím. I přes dílčí modernizace se nejednalo o podařený letoun, který byl vyroben v celkovém počtu 332 kusů. Již první sériový kus (SSSR-L81550) měl zdokonalené prosklení pilotní kabiny a prodlouženou příď.
V roce 1967 začal Antonov pracovat na turbovrtulové verzi An-14M se zvětšeným trupem, která byla do sériové výroby zavedena pod označením Antonov An-28.

## Specifikace (An-14A)
Údaje dle 

### Technické údaje
- Osádka: 1
- Kapacita: 7 cestujících
- Rozpětí: 21,99 m
- Délka: 11,36 m
- Výška: 4,36 m
- Nosná plocha: 39,72 m²
- Hmotnost: 2600 kg
- Max. vzletová hmotnost: 3600 kg
- Motory: 2× Ivčenko AI-14RF, výkon po 220 kW

### Výkony
- Maximální rychlost: 210 km/h
- Cestovní rychlost: 190 km/h
- Stoupavost u země: 4,8 m/s
- Dostup: 5000 m
- Dolet: 650 km